# Централна болница НОВЈ
Централна болница је оформљена новембра 1941. године у западној Србији, у време Прве непријатељске офанзиве, када се главнина снага НОП одреда западне Србије и Шумадије, под притиском јаких непријатељских снага повлачила на запад. Тада је у Чачку, Пожеги и Ужицу било око 700 рањеника у Болници. Крајем новембра, Болница је евакуисана на Златибор, а одатле у Санџак и у болницу Дурмиторског НОП одреда на Жабљак. Део рањеника вратио се у своје одреде у западној Србији, а 150 тешких рањеника на Златибору Немци су заробили и 30. новембра стрељали.
Болница је обновљена крајем јануара и почетком фебруара 1942. године, и размештена на територији југоисточне Босне и у Црној Гори. На овој територији остаје до средине јуна 1942. године. Поред осталих рањеника и болесника, тада су у њој лечени и чувени „игманци“, борци промрзли у легендарном Игманском маршу. После завршетка Треће непријатељске офанзиве у Санџаку, Црној Гори и Херцеговини, средином јуна 1942. године, одлуком Врховног штаба, Централна болница је расформирана, а рањеници и болесници упућени у јединице.

## Централна болница у западној Босни
Ови рањеници и болесници учествовали су у походу пролетерских бригада с Врховним штабом од Врбнице до западне Босне. Пут дуг 500 km пређен је у изузетно тешким околностима - чести дуги маршеви, глад и недостатак средстава за лечење. Нарочито је била тешка ситуација Болнице, која је, заједно са Петом пролетерском бригадом и Херцеговачким одредом, провела цео месец у Врбници, а потом се, у дванаестодневном маршу пробоју, пребацила у Прозор. Њени рањеници и болесници живели су гладни, скоро без икаквих средстава за лечење и негу, а у сукобима у време пробоја често су били изложени удару непријатеља, па су морали да се боре.
После доласка групе пролетерских бригада у рејон Прозора, средином јула 1942. године, Централна болница је обновљена. С ове територије она се пребацила у рејон Дрвара и Босанског Петровца. Средином августа, Болница је смештена у релативно добро уређене објекте у Босанском Петровцу, Дрвару, Дрнићу, Смољанима, Суваји и Великим Стјенима. После ослобођења Бихаћа, новембра 1942. године, део рањеника смештен је у рејон овог града, као и на ослобођеној територији Лике. Пријем рањеника и болесника, пажња и брига коју су им посветиле омладинске и друге организације, народ Крајине и Лике, представљају највећи пример хуманости и солидарности међу људима. Такав пријем и висок степен организованости народне власти и војне позадине омогућили су успешан петомесечни рад Централне болнице. У њој је, знатно успешније него раније, обављан стручни лекарски рад. Ова здравствена установа живела је животом војног колектива - организован је политички, културно-забавни и рад на стручној обуци, нарочито средњих и нижих медицинских кадрова.

## Битка на Неретви
Битка на Неретви прекинула је овај, за улове рата, дуг период стабилизације. Централна болница, је као и раније, ишла с оперативним јединицама којима је непосредно командовао Врховни штаб. Пут је водио ка Неретви и даље на исток. Болница је образовала ешалоне рањеника и болесника, и већ крајем фебруара 1943. године имала близу 3.000 болесника, а после избијања на Неретву, око 4.000 рањених и болесних бораца. За њен спас водила се једномесечна битка у долини Неретве и Раме, на Иван-седлу, код Прозора. Главна оперативна група је уложила велике напоре и дала велике жртве да спаси Болницу.
После успешно оконачане битке на Неретви, јединице НОВЈ су широким фронтовима продирале на исток, у Херцеговину, југоисточну Босну, Црну Гору и Санџак. Болница је пребачена преко Прења и Калиновика, на Челебићку висораван у Санџаку. Овде је болница добила кратки предах. Тиме је био завршен дуг пут од Дрвара, Бихаћа и Лапца до Челебића. И јединице и Болница прешле су га у веома тешким условима. Јединице су морале да носе рањенике, да чувају њихову безбедност и да стварају друге услове за живот и рад Болнице. Особље болнице је морало да ради и решава разне задатке, и то под непријатељским ударима, често у покрету и без потребних средстава. Рањени и болесни борци морали су да подносе највеће тешкоће: зиму, дуге маршеве, нападе непријатеља, а често и глад и оскудицу. На том дугом путу остале су стотине рањеника рањеника и болесника. С њима су остале и стотине палих бораца, који су дали све, па и животе, за спас својих другова.

## Битка на Сутјесци
Кратак предах од краја априла до 15. маја 1943. године, на суровом и сиромашном подручју Челебића, није омогућио услове за одмор и опоравак рањеника и тифусара. За оперативне јединице одмора није ни било. Тако су Централна болница и дивизије НОВЈ у нове окршаје ушле знатно слабије, премореније и с мање средстана него у бици на Неретви. Битка на Сутјесци била је најтеже искушење и за Болницу и за целу Главну оперативну групу Врховног штаба.
Први судари у Петој офанзиви, показали су да је један од главних непријатељских циљева уништење рањеника. Због тога је он, с вишеструко јачим снагама и из више праваца, надирао према Централној болници. У тешким борбама до 20. маја непријатељ је задржаван, а потом снажним јуришима Прве и Друге пролетерске, Шесте источно-босанске и Друге мајевичке бригаде, одбачен према Фочи, а Болница је евакуисана на Пивску планину.
Време од 4. до 11. јуна најтежи су дани у историји Централне болнице. Главна оперативна група је морала да се подели на два дела. Јаче снаге (Прва и Друга дивизија и још три бригаде) одређене су да се, преко Сутјеске и Зеленгоре, пробију из обруча. Слабије снаге (Трећа и Седма дивизија) остале су с Централном болницом у Пиви. Оне више нису биле довољно јаке да сломе покушаје десет пута јачег непријатеља, а Болница више није могла да прати оперативне јединице. Касније су дошле нове поделе. Део најтежих рањеника склоњен је у кањон Пиве. Око 600 лакших рањеника пошло је, са Седмом банијском дивизијом, за главним снагама и Врховним штабом. Са Трећом пролетерско дивизијом остала је Централна болница, с близу 2.500 рањеника и болесника.
Док је дванаест бригада Главне оперативне групе ломило непријатељев обруч на Зеленгори, а потом наставило наступање према комуникацији Фоча-Калиновик. Трећа пролетерска дивизија и рањеници борили су се са близу четири непријатељске дивизије. У жестоким борбама на Вучеву, под Маглићем, код Боровна, на Тјентишту, 10, 11. и 12. јуна, Трећа дивизија је с крајњим напорима одолела притиску непријатеља. У драматичним борбама на Озрену, Вилињаку, Крековима, Кошуру, Тјентишту, Драгош-седлу, 13. јуна, Савина Трећа дивизија је извршила херојски покушај да сломи непријатеља, да се пробије из обруча и спаси рањенике. У овим драматичним борбама учествовао је и део рањеника. Многи рањеници су погинули у пробоју, неки су извршили самоубиство да не падну живи у руке непријатељу, а велики број су Немци и усташе заробили и на најсвирепији начин побили. Са јединицама Треће пролетерске дивизије пробило се око 1.000 рањеника.
Укупни губици у бици на Сутјесци били су велики: погинуло је више од 1.300 рањеника и болесника, 30 лекара и 200 болничарки. Епопеју Сутјеске преживела је само трећина састава Централне болнице.

## Савезничка помоћ Централној болници
Од капитулације Италије, септембра 1943. године, до ослобођења Београда, октобра 1944. године траје нова етапа у развоју Централне болнице. Савезничке санитетске установе у Италији преузеле су знатан број рањеника, па тако и Централну болницу. У Италији је лечено око 12.000 партизанских бораца. У прихватању, лечењу, транспорту у Италију, у овом периоду највећи значај, има острво Вис.

## Војно-медицинска академија
Октобра 1944. године НОВЈ преузима Главну војну болницу Југословенске војске у Београду. Од тада па до краја рата у њој је лечено неколико хиљада бораца НОВЈ, односно Југословенске армије.
Крајем 1949. године Главна војна болница реорганизована је у Војно-медицинску академију ЈНА.
Поводом двадесетпетогодишњице битке на Сутјесци, 19. јуна 1968. године, за беспримерно херојство у спасавању и лечењу бораца НОВЈ и велике заслуге у борби против непријатеља, Централна болница је одликована Орденом народног хероја.